# Ismael Sosa
Víctor Ismael Sosa (San Martín, 18 januari 1987) is een voetballer uit Argentinië die doorgaans als aanvaller speelt. Hij verruilde Pumas UNAM in juli 2016 voor Tigres UANL.

## Erelijst
| Competitie                | Aantal             | Jaren                        |                    |                    |
| Argentinos Juniors        | Argentinos Juniors | Argentinos Juniors           | Argentinos Juniors | Argentinos Juniors |
| ------------------------- | ------------------ | ---------------------------- | ------------------ | ------------------ |
| Kampioen Primera División | 1x                 | Clausura 2010                |                    |                    |
| Tigres UANL               |                    |                              |                    |                    |
| Kampioen Primera División | 2x                 | Apertura 2016, Apertura 2017 |                    |                    |
| Campeón de Campeones      | 2x                 | 2016, 2017                   |                    |                    |